# SN 2009du
SN 2009du – supernowa typu Ia odkryta 17 kwietnia 2009 roku w galaktyce A133946-2127. W momencie odkrycia miała maksymalną jasność 19,40m.